# دانشگاه آزاد اسلامی واحد همدان
دانشگاه آزاد اسلامی واحد همدان در ۲۵ مرداد ماه سال ۱۳۶۶(یعنی پنج سال پس از پیشنهاد هاشمی رفسنجانی ریاست مجلس شورای اسلامی وقت) فعالیت خود را آغاز کرد. این دانشگاه در آغاز با رشته‌های معارف اسلامی، زبان انگلیسی و ریاضیات در مقطع کارشناسی پیوسته و حسابداری، دینی عربی، ادبیات فارسی، آموزش ابتدایی و علوم تجربی در مقطع کاردانی آموزش معلمان و با ۶۴۲ نفر دانشجو و ۶ نفر کارمند و با تلاش‌ها و پیگیری‌های علی اکبر فامیل روحانی (اولین رئیس دانشگاه) شروع به کار نمود.

## دانشکده‌ها و رشته‌های تحصیلی
این واحد دانشگاهی با توجه به عدم استفاده از هر گونه بودجه دولتی یا کمکهای مردمی، در بیست و ششمین سال تأسیس خود گامهای بزرگی را برداشته‌است چنان‌که، با فضای آموزشی افزون بر ۱۰۰ هکتار بیش از ۱۵ هزار نفر دانشجو که در حال تحصیل در حدود ۱۵۰ رشته دانشگاهی، نظیر مهندسی شهرسازی، مهندسی عمران،مهندسی برق،  مهندسی معماری، مهندسی کامپیوتر، مهندسی مکانیک، مهندسی منابع طبیعی- محیط زیست، پرستاری، زیست‌شناسی علوم جانوری ، زیست‌شناسی سلولی ملکولی (میکروبیولوژی)، ریاضی، فیزیک اتمی و مولکولی، فیزیک هسته‌ای، علوم سیاسی، جغرافیا، مدیریت، حقوق و…  دارد.
این دانشگاه ۲۴۷ نفر عضو هیئت‌علمی، ۳۱۷ نفر کارمند، ۱۰۴ رشته دارد و با حدود ۳۶ هزار نفر فارغ‌التحصیل با داشتن چهار دانشکده (علوم انسانی، علوم پایه، فنی و مهندسی، هنر ومعماری) و همچنین ۵ مرکز آموزشی تحت پوشش در شهرستان‌های استان همدان، خریداری بالغ بر ۵۲ هکتار فضای آموزشی جهت تأسیس واحد علوم تحقیقات در ردیف بزرگترین واحدهای دانشگاهی و از لحاظ درجه‌بندی به عنوان (واحد بسیار بزرگ نوع الف) قرار گرفته‌است.

### واحد علوم و تحقیقات
واحد علوم و تحقیقات همدان در سال ۱۳۸۶ راه اندازی گردیده و دارای رشته‌های مهندسی عمران – خاک و پی، مهندسی برق، مهندسی کامپیوتر – نرم‌افزار، مهندسی مکانیک – طراحی کاربردی، مهندسی معماری، طراحی شهری، جغرافیا – برنامه‌ریزی توریسم، حسابداری، مدیریت اجرایی، حقوق جزا و جرم شناسی، حقوق خصوصی، فقه و مبانی حقوق اسلامی، روانشناسی بالینی، روانشناسی عمومی، فیزیک، آموزش زبان انگلیسی، تربیت بدنی و علوم ورزشی، کتابداری (همگی در مقطع کارشناسی ارشد)، ریاضی آنالیز عددی (در مقطع دکتری) می‌باشد.

## کیفی‌سازی
در دهه چهارم فعالیت‌های دانشگاه آزاد، با حضور حمید میرزاده در راس مدیریت، کیفی‌سازی دانشگاه در دستور کار همه واحدها و از جمله واحد همدان قرار گرفت.

کیفی‌سازی دانشگاه یعنی حرکت به سوی دانشگاهی کارآفرین و مؤثر در رشد و توسعه اقتصادی کشور، مجهز به مراکز پژوهشی پیشرفته بر اساس استاندارهای بین‌المللی، پاسخگو به انتظارات جدید جامعه و شناخته شده در مجامع معتبر بین‌المللی که فارغ التحصیلان آن جامعه انسانی آینده را خواهند ساخت.

## فضای بخش‌های مختلف دانشگاه
- آموزشی ۱۵۳۲۹ متر مربع
- اداری ۹۸۲ متر مربع
- خوابگاه ۸۷۷۰ متر مربع
- سالن غذا خوری ۱۳۱۳ متر مربع
- ورزشی ۳۰۱۴ متر مربع
- اراضی ۶۸۴۲۹۹ متر مربع
- مدارس سما ۲۱۱۲ متر مربع
- دانشکده معماری ۱۵۳۰ متر مربع

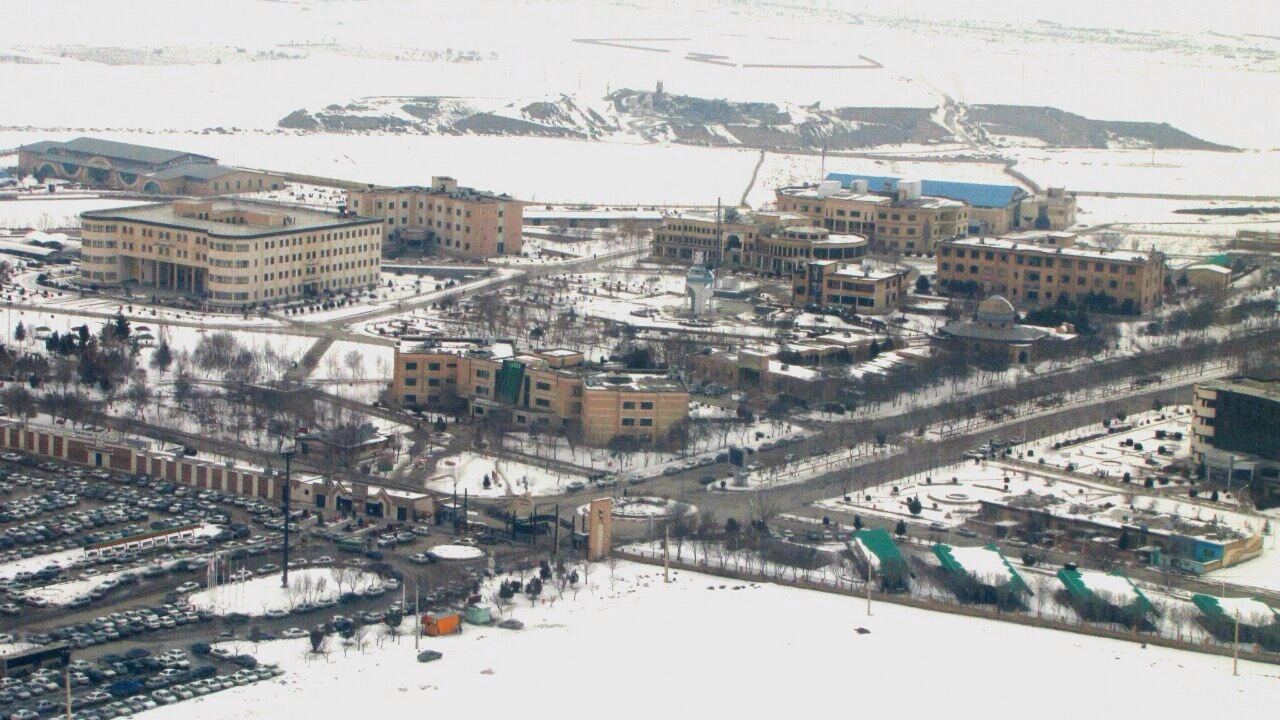
نمایی از دانشگاه آزاد همدان

- شرکت تعاونی و نانوایی ۲۷۲ متر مربع
- انبار ۴۳۲ متر مربع
- ظرفیت سالن اجتماعات ۳۵۰ نفر

## دانشگاه آزاد اسلامی استان همدان
پس از تأسیس دانشگاه آزاد اسلامی در سال ۱۳۶۱، در سراسر استان همدان نیز این دانشگاه رشد مناسبی داشته‌است و در حال حاضر در اکثر شهرهای استان واحدها و مراکز دانشگاه آزاد اسلامی در حال فعالیت می‌باشند که عبارتند از: واحدهای همدان، ملایر، تویسرکان، اسدآباد، پردیس علوم تحقیقات همدان و همچنین مراکز نهاوند، کبودراهنگ، بهار، رزن، سامن و قروه درجزین.

## شکل‌گیری هیئت امنای استانی
تا سال ۱۳۹۲ واحدهای دانشگاهی و مراکز مختلف استان همدان به همراه واحدها و مراکز استانهای مرکزی و لرستان با مرکزیت اراک به عنوان منطقه پنج دانشگاه آزاد اسلامی فعالیت داشته‌اند که در این سال و در ادامه سیاست‌های تمرکز زدایی از منطقه ۵ منفک و مستقل و اینک همانند واحدهای سراسر کشور به شکل هیئت امنای استانی اداره می‌گردد.

## کسب رتبه نخست وب سایت دانشگاه
وب سایت این دانشگاه موفق به کسب عنوان و رتبهٔ اول وب سایت‌های دانشگاه‌های آزاد سراسر ایران شده‌است.

## پیوند به بیرون

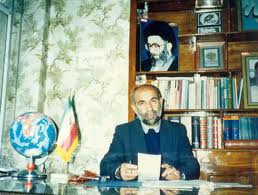
دکتر سیدعلی اکبر فامیل روحانی - مؤسس و نخستین رئیس دانشگاه